# Підкіпка рудоголова
Підкіпка рудоголова (Atelornis crossleyi) — вид сиворакшоподібних птахів родини підкіпкових (Brachypteraciidae).

## Поширення
Ендемік Мадагаскару. Мешкає у тропічних дощових лісах на сході країни від Царатанани на південь до національного парку Андохахела.

## Опис
Тіло завдовжки 24-27 см. Вага — 73-85 г. Голова та груди червонувато-рудого забарвлення. Крила зеленкуваті з чорними маховими. Хвіст темно-коричневий. Черево світло-коричневе.

## Спосіб життя
Наземний хижак. Полює на комах та інших безхребетних. Сезон розмноження триває у грудні-січні. Гніздо облаштовує у норах завглибшки 30-50 см.